# NGC 2856
NGC 2856 est une galaxie spirale barrée située dans la constellation de la Grande Ourse. NGC 2856 a été découverte par l'astronome germano-britannique William Herschel en 1788.

## Caractéristiques
NGC 2856 présente une large raie HI. Elle renferme également des régions d'hydrogène ionisé.

### Distance
Sa vitesse par rapport au fond diffus cosmologique est de 2 853 ± 13 km/s, ce qui correspond à une distance de Hubble de 42,1 ± 3,0 Mpc (∼137 millions d'al).
À ce jour, trois mesures non basées sur le décalage vers le rouge (redshift) donnent une distance de 30,433 ± 0,751 Mpc (∼99,3 millions d'al), ce qui est à l'extérieur des valeurs de la distance de Hubble. Notons cependant que c'est avec la valeur moyenne des mesures indépendantes, lorsqu'elles existent, que la base de données NASA/IPAC calcule le diamètre d'une galaxie et qu'en conséquence le diamètre de NGC 2856 pourrait être d'environ 18,3 kpc (∼59 700 al) si on utilisait la distance de Hubble pour le calculer. 

### Luminosité dans l'infrarouge
La luminosité de la galaxie NGC 2856 dans l'infrarouge lointain (de 40 à 400 µm)  est égale à 2,24 × 1010 {\displaystyle L_{\odot }} (1010,35{\displaystyle L_{\odot }}) et sa luminosité totale dans l'infrarouge (de 8 à 1 000 µm) est de 3,16 × 1010 {\displaystyle L_{\odot }} (1010,50{\displaystyle L_{\odot }}).

## Paire de galaxies
Les galaxies NGC 2856 et NGC 2854 sont dans la même région de la sphère céleste et à peu près à la même distance de la Voie lactée. Selon Abraham Mahtessian, ils forment une paire de galaxies.

### Galaxies de l'Atlas des galaxies particulières

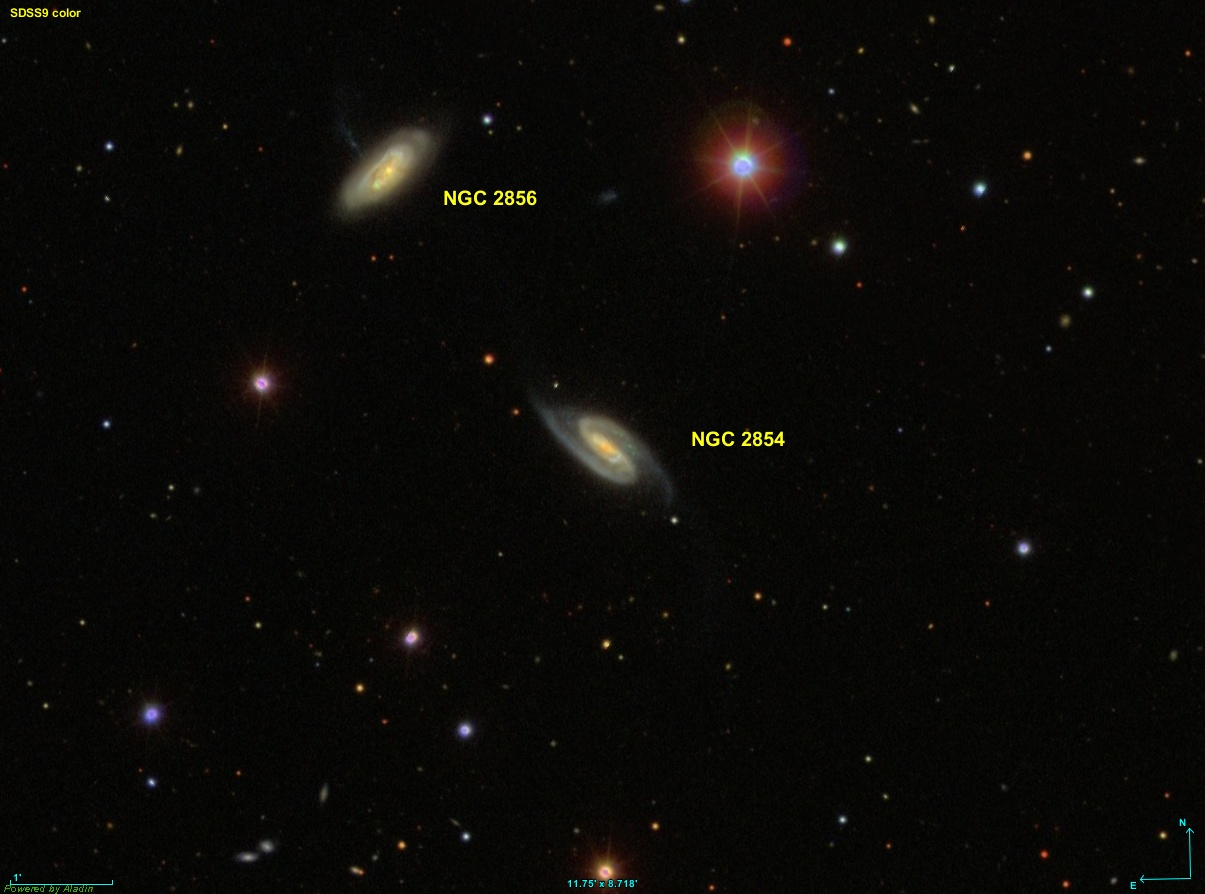
La paire de galaxies Arp 285 : NGC 2854 et NGC 2856.

Ces deux galaxies figurent dans l'atlas de Halton Arp sous la cote Arp 285. Au sujet de ce couple, Arp écrit qu'il y a de longs filaments droits (partant de NGC 2856 presqu'attachés à un bras spiral de NGC 2854.